# 莫雄馬扎爾古堡
莫雄馬扎爾古堡（匈牙利語：Mosonmagyaróvár，發音：[ˈmoʃonmɒɟɒroːvaːr]）是匈牙利傑爾-莫松-肖普朗州的城市，位於該國西北部，毗鄰與奧地利和斯洛伐克接壤的邊境，面積85.35平方公里，2011年人口32,493。

## 友好城市
- 德国美因河畔哈特斯海姆
- 奥地利施托克勞
- 義大利阿雷塞
- 丹麦海斯滕
- 斯洛伐克沙莫林
- 斯洛伐克塞内茨
- 波蘭彼得庫夫-特雷布納爾斯基
- 羅馬尼亞聖格奧爾基

## 外部連結
- 官方网站 （页面存档备份，存于）

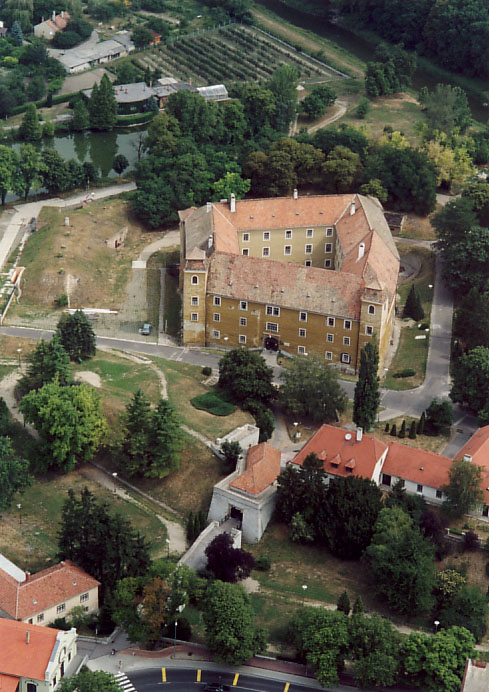

- Info Mosonmagyaróvár.com , Mosonmagyaróvár 's high-class information portal
- Aerial photography: Mosonmagyaróvár （页面存档备份，存于）